# 송도원청년야외극장
송도원청년야외극장(松濤園靑年野外劇場, 영어: Songdowon Youth Outdoor Theatre)은 조선민주주의인민공화국 강원도 원산시에 있는 야외극장이며 1965년에 건설되어 그해 8월 김일성이 참석한 가운데 해방 20돌 경축공연을 진행한 유서 깊은 극장이다.
송도원청년야외극장은 준공으로부터 오랜 세월이 흘러 모든 시설들이 노후화되었으나, 2009년 4월 김정일 국방위원장이 현지지도과정에서 이 극장을 현대식으로 개조할 것을 지시한 직후, 군인 건설자들에 의해 극장의 내·외부를 전면 개작하는 작업이 개시되었으며 약 70일 만에 공사가 끝나 조명, 음향설비들이 최신식으로 갖추어지고 3,000석의 개별 좌석으로 재단장되었다. 지하에는 분장실, 사무실 등이 있다. 김정일위원장은 공사 기간에 5차례나 공사의 방향과 방도에 대해 지도할 정도로 많은 관심을 표시하였으며 2009년 8월에 다시 이곳을 방문하여 극장을 현대적 미감에 맞게 높은 수준으로 재단장한 데 대하여 만족을 표시하였다고 북측 매체는 보도하였다.
극장은 해안도로를 낀 풍치 수려한 바닷가에 자리 잡고 있으며 바로 앞에 송도원해수욕장이 바라보인다. 이곳에서는 원산농업종합대학, 원산사범대학 등 청년학생들의 음악회나 취주악 경연, 웅변모임, 최우등생 경험발표모임, 과학상식 발표회 등이 진행되며, 이러한 과정을 통해 극장은 원산시내 각 계층 시민들이 자연스럽게 모여드는 군중문화 예술활동시설로 되어 가고 있다. 무대 정면의 흰 벽은 그대로 영사막으로도 이용할 수 있게 특수 가공되어 있어 영화도 상영된다. 주변에는 2개의 야영각과 국제친선소년회관, 물놀이장, 보트장, 전자오락실, 음악실, 해양지식보급실 등 비교적 현대적 시설들을 갖추고 있는 송도원국제소년단야영소가 있다.